# Velarifictorus basui
Velarifictorus basui är en insektsart som beskrevs av Bhowmik 1985. Velarifictorus basui ingår i släktet Velarifictorus och familjen syrsor. Inga underarter finns listade i Catalogue of Life.